# 被動元件
被動元件（passive component）又稱无源元件、無源器件，在不同領域有不同定義，可以指消耗但不產生能量的電子元件，或者指無法產生增益的電子元件。與之相對的元器件是主動元件（有源元件、有源器件）。
在电力工程学中，译为非能动部件，是无需依靠触发、机械运动或动力源等外部输入，即能行使功能的部件。
{\displaystyle E_{A}(x)=\sup _{x\to T\geq 0}\int _{0}^{T}-\langle v(t),i(t)\rangle \,{\mathord {\operatorname {d} }}t}
- T≥0
- 功率為{\displaystyle \langle v(t),i(t)\rangle }，即{\displaystyle v(t)}與{\displaystyle i(t)}的内积

## 範例

### 被動元件的例子
- 電阻器
- 電容器
- 電感器，包括線圈（coil）、電抗器（reactor）、扼流圈（choke）等
- 變壓器：指原始、狹義的變壓器，即傳統的交流變壓器。不包括電源轉接器、電源供應器都統稱變壓器的通俗廣義用法。
- 憶阻器，又名記憶電阻
- 石英晶體、壓電晶體或壓電片、及其作成的濾波器
- 二極體一般不歸入被動元件，但因被動元件定義的不同，在某些定義下，二極體算是被動元件。

### 由被動元件所構成的複合元件或組件
- 被動濾波器是一種電子濾波器，完全由被動元件所構成。
- 傳統的石英無線接收器，一種調幅無線接收器不需要任何的電能，完全是由被動元件所組成。
- 礦石收音機